# SAIC-Yizheng Automotive
SAIC-Yizheng Automotive Co. Ltd., zuvor Yizheng Auto Works, war ein Hersteller von Automobilen aus der Volksrepublik China.

## Unternehmensgeschichte
Das Unternehmen Yizheng Auto Works wurde 1971 in Yizheng gegründet. 1986 oder 1993 begann die Produktion von Automobilen. Der Markenname lautete Liming. Ab 1996 oder 1998 kam es zusätzlich zur Montage von Fahrzeugen von Kia Motors. 1998 oder 1999 übernahm SAIC Motor das Unternehmen und benannte es 1999 in SAIC-Yizheng Automotive um. Der Markenname Liming wurde bis 2001 verwendet. Ab 2002 wurde der Markenname Saibao und später möglicherweise Shangqi-Saibao verwendet. 2005 endete die Produktion.

## Fahrzeuge
Zunächst entstanden Kombis auf Fahrgestellen von Beijing Automobile Works.
Die Modelle auf Kia-Basis wurden Liming YQC 6420 N genannt.
Der Saibao SAC 6420 Sabre war ein fünfsitziger Hochdachkombi auf Basis des Opel Combo der Bauzeit 1993–2001. Ein Motor mit 1600 cm³ Hubraum und 90 PS Leistung trieb die Fahrzeug an.

## Produktionszahlen
| Jahr | Produktionszahl Liming | Produktionszahl Saibao | Quelle      |
| ---- | ---------------------- | ---------------------- | ----------- |
| 2002 | 0                      | 77                     | [ 2 ] [ 6 ] |
| 2003 | 0                      | 2245                   | [ 2 ] [ 6 ] |
| 2004 | 0                      | 2053                   | [ 6 ]       |